# Истребительно-бомбардировочная авиация
Истребительно-бомбардировочная авиация (ИБА) — один из родов Фронтовой авиации Военно-воздушных сил Вооружённых сил государства, предназначенный для поражения наземных (надводных), в том числе малоразмерных и подвижных, объектов в тактической и ближайшей оперативной глубине обороны противника с применением ядерных и обычных средств поражения. Может также привлекаться для уничтожения воздушного противника, ведения воздушной разведки и решения других задач.

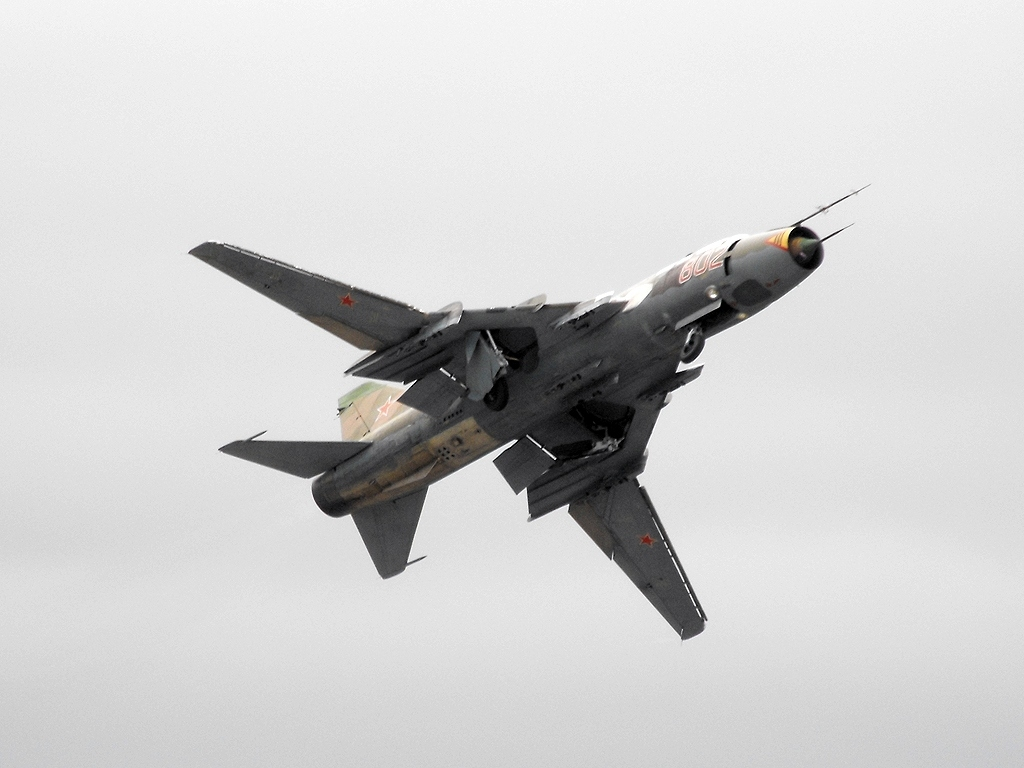
Истребитель-бомбардировщик Су-17

В Вооружённых силах СССР и России приняты следующие сокращения для подразделений, частей и соединений истребительно-бомбардировочной авиации:
- зв — звено
- аэиб — авиационная эскадрилья истребителей-бомбардировщиков
- апиб — авиационный полк истребителей-бомбардировщиков
- адиб — авиационная дивизия истребителей-бомбардировщиков

## История истребительно-бомбардировочной авиации
Термин «истребитель-бомбардировщик» был впервые применен в США в конце 1940-х для обозначения истребителей, дополнительно оборудованных для нанесения ракетно-бомбовых ударов по наземным и надводным целям, в СССР — с 1950-х.
Приказом министра обороны СССР от 20 апреля 1956 года в составе советских ВВС была упразднена штурмовая авиация, полностью уступив место истребительно-бомбардировочной. Новая военная доктрина, учитывавшая возможность применения тактического ядерного оружия, по иному рассматривала функции ВВС над полем боя. По мнению тогдашних военных специалистов, основные силы должны были быть направлены для ударов по объектам, расположенным за пределами досягаемости огня сухопутных войск, штурмовик же предназначался прежде всего для действий на передовой.
17 мая 1957 года директивой начальника Генерального штаба ВС СССР было начато создание нового рода авиации - ИБА. Первыми самолётами ИБА стали МиГ-15бис, ранее входившие в «легкобомбардировочные» полки и дивизии. Удачный истребитель на роль ударной машины он подходил далеко не лучшим образом, прежде всего — из-за крайне небольшой боевой нагрузки, ограничивавшей эффективность применения (по этому показателю он уступал даже западным поршневым истребителям-бомбардировщикам периода Второй мировой войны — "Тандерболты" и "Тайфуны" без проблем поднимали в воздух до тонны боеприпасов, вдвое больше).

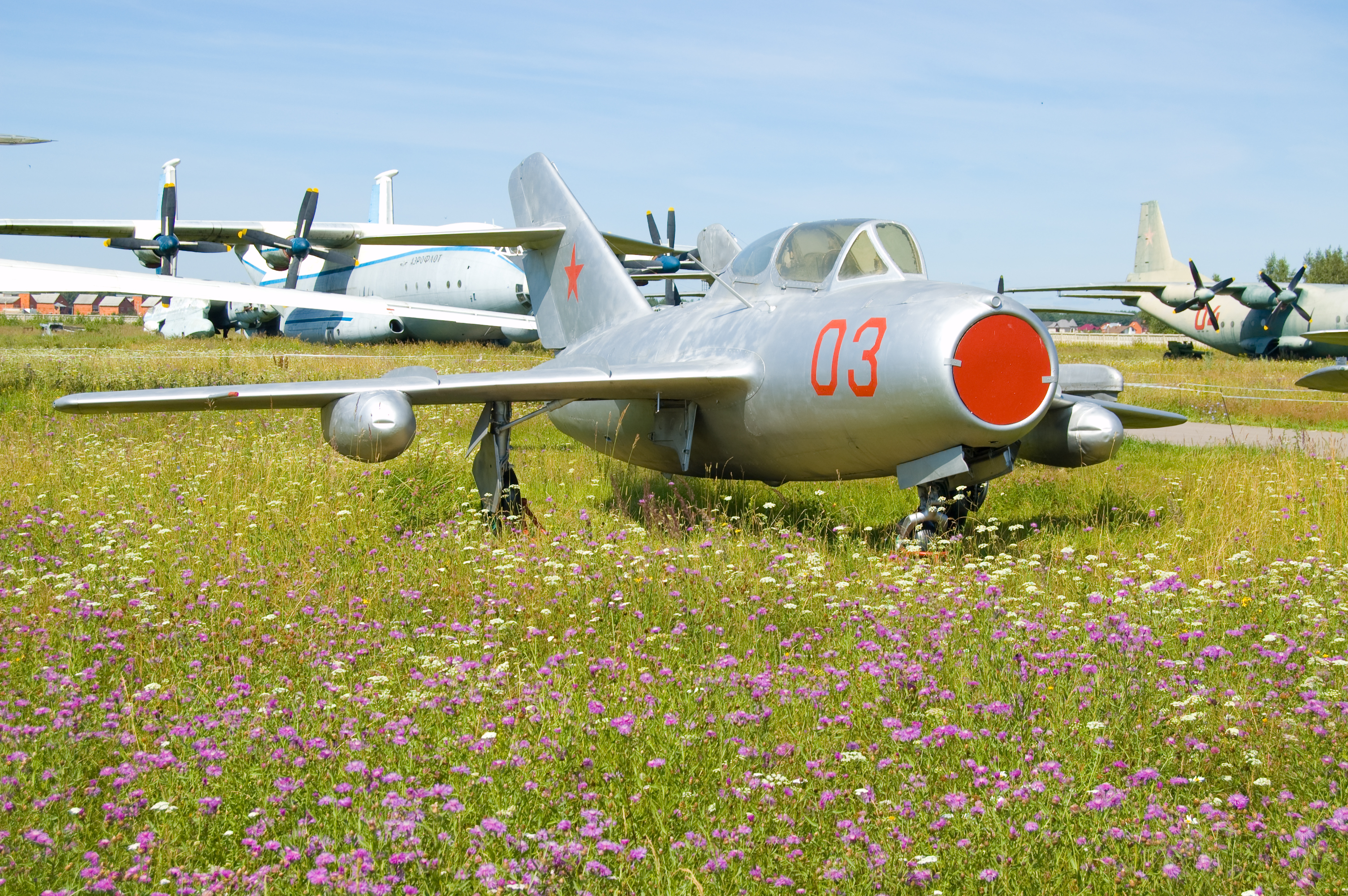
Первый истребитель-бомбардировщик МиГ-15 УТИ

Таким образом развитие ИБА началось после упразднения ША и переучивание авиационных полков ША по курсу ИБА с заменой авиационной техники. С начала 60-х годов в состав ИБА из истребительной авиации был передан ряд частей, вооружённых самолётами МиГ-17 и МиГ-17Ф, по своим боевым возможностям мало отличавшимися от своего знаменитого предшественника.
В ходе замены в полках ИБА МиГ-17 на Су-7Б, некоторые «МиГи» передавались в лётные училища ВВС. Поступивший на вооружение ИБА самолёт Су-7Б стал первым носителем ядерного оружия. На вооружение ИБА поступил МиГ-21ПФ. Продолжением самолётов Су-7Б стало семейство Су-17 М (М2, М3, М4), а у МиГ-17 — МиГ-23Б (МиГ-27 К, М, Д).
В 1989 году на вооружение ИБА был принят самолёт МиГ-29, который впервые был испытан по курсу ИБА на базе 642-го гвардейского апиб (Вознесенск). Однако в 1990 году испытания прекратили, а полк перевели в состав истребительной авиации.
Начиная с 1992 года сокращение Вооружённых Сил привело к сокращению ИБА как рода авиации вплоть до полного её уничтожения в СССР (в России). Перемещенные на базы хранения самолёты ИБА к 1995 году были полностью непригодны для восстановления.

## Самолёты истребительно-бомбардировочной авиации
Вооружение ИБА составляли многоцелевые самолёты а также истребители-бомбардировщики, имеющие полный комплекс вооружения для применения всех современных авиационных средств нападения: пушек, управляемых и неуправляемых авиационных бомб, управляемых и неуправляемых ракет, комплексы для минирования с воздуха и др. К истребителям-бомбардировщикам относятся советские МиГ-15, МиГ-17, МиГ-23Б, МиГ-27 (К, М, Д), Су-7Б, Су-17М (М2, М3, М4).
В 1989—1990 в качестве нового самолёта ИБА испытывался МиГ-29 (испытания проходили на базе 642 гвардейского апиб, Мартыновка). Более совершенные машины МиГ-29М, М2, Н (для поставок в Малайзию), С, СД, СМ и СМТ, Су-30, Су-30К, КИ, КН, МК, МКИ (для поставок в Индию) и МКК (для поставок в Китай), Су-33, Су-35 и Су-37, по своим характеристикам соответствующие понятию «истребитель-бомбардировщик», часто называют многоцелевыми или многофункциональными истребителями.
В начале 1970-х в военной литературе термин «истребитель-бомбардировщик» заменен понятием «Тактический истребитель».
Тактическими истребителями (истребителями-бомбардировщиками) являются:
- американские:
  - F-100C и D «Супер Сейбр» ("Норт Америкен"),
  - F-104C «Старфайтер» ("Локхид"),
  - F-4E, G и J «Фантом-2» ("Макдоннелл-Дуглас"),
  - F-5A «Фридом Файтер» / F-5E «Тайгер-2» (Нортроп),
  - F-14D «Супер Томкэт» ("Нортроп-Грумман"),
  - F-15E и F «Страйк Игл» ("Макдоннелл-Дуглас"),
  - F-16 «Файтинг Фалкон» ("Локхид"/"Дженерал Дайнемикс"),
  - F/A-18 (A, B, C и D) «Хорнет» / −18E и F «Супер Хорнет» (Макдоннелл-Дуглас),
  - F-117A «Найтхок» ("Локхид-Мартин"),
  - F/A-22A «Рэптор» ("Локхид"/"Боинг"/"Дженерал Дайнэмикс");
  - Lockheed Martin F-35 Lightning II  («Локхид-Мартин» F-35 «Молния II»)
- европейский EF-2000 «Тайфун» ("Еврофайтер");
- британские «Торнадо» GR.1 ("Панавиа"), «Ягуар» GR.1 ("Бреге/Бритиш Аэроспейс"), «Си Харриер» FRS и FA2 ("Бритиш Аэроспейс"), «Харриер» GR.3 и GR.5 ("Хокер Сидли"/"Бритиш Аэроспейс");
- французские «Этандар»-IVM, «Супер Этандар», «Мираж»-IIIE, −5, −2000 (Е, D и N), «Рафаль»-М (Дассо), «Ягуар» (Бреге/Бритиш Аэроспейс);
- шведские J-35F «Дракен», AJ-37 «Вигген» (СААБ), JAS-39 «Грипен» (СААБ-Скания);

- германский «Торнадо-IDS»;
- Итальянский "АМХ" ("Аэриталия"/"Аэрмакки"/"Эмбраер")

- израильские «Кфир» C.2 и С.7 (Израел Эйркрафт Индастриз);
- японские F-1 и F-2 (Мицубиси);
- китайские J-8 (ОКБ авиазавода в г. Шэньян), J-10.

## Перечень дивизий истребителей-бомбардировщиков
| 1. 1-я гвардейская авиационная Сталинградская ордена Ленина дважды Краснознаменная орденов Суворова и Кутузова дивизия истребителей-бомбардировщиков 2. 135-я гвардейская авиационная Дебреценская Краснознаменная дивизия истребителей-бомбардировщиков (расформирована 01.08.1960 г.) 3. 200-я гвардейская авиационная Нежинская истребительно-бомбардировочная Краснознамённая ордена Суворова дивизия 4. 24-я авиационная дивизия истребителей-бомбардировщиков 5. 29-я авиационная дивизия истребителей-бомбардировщиков 6. 30-я авиационная дивизия истребителей-бомбардировщиков 7. 33-я авиационная дивизия истребителей-бомбардировщиков 8. 34-я авиационная дивизия истребителей-бомбардировщиков 9. 36-я авиационная дивизия истребителей-бомбардировщиков 10. 39-я авиационная дивизия истребителей-бомбардировщиков 11. 105-я авиационная дивизия истребителей-бомбардировщиков 12. 125-я авиационная Краснознаменная дивизия истребителей-бомбардировщиков 13. 149-я авиационная дивизия истребителей-бомбардировщиков 14. 172-я авиационная дивизия истребителей-бомбардировщиков (расформирована 01.04.1961 г.) 15. 206-я истребительно-бомбардировочная авиационная Мелитопольская Краснознамённая дивизия (расформирована 01.05.1957 г.) 16. 289-я авиационная Никопольская Краснознаменная дивизия истребителей-бомбардировщиков 17. 303-я авиационная Смоленская Краснознаменная дивизия истребителей-бомбардировщиков 18. 311-я авиационная Молодечненская Краснознаменная дивизия истребителей-бомбардировщиков 19. 333-я истребительно-бомбардировочная авиационная дивизия |

## Перечень истребительно-бомбардировочных авиационных полков ВВС СССР
| 1. 2-й гвардейский Оршанский Краснознаменный ордена Суворова авиационный полк истребителей-бомбардировщиков 2. 3-й Краснознаменный авиационный полк истребителей-бомбардировщиков 3. 6-й Краковско-Берлинский орденов Суворова и Кутузова авиационный полк истребителей-бомбардировщиков 4. 18-й авиационный полк истребителей-бомбардировщиков 5. 8-й гвардейский Витебский дважды Краснознаменный ордена Суворова авиационный полк истребителей-бомбардировщиков 6. 19-й гвардейский авиационный полк истребителей-бомбардировщиков 7. 20-й гвардейский Краснознаменный авиационный полк истребителей-бомбардировщиков 8. 21-й Витебский дважды Краснознаменный ордена Кутузова авиационный полк истребителей-бомбардировщиков 9. 26-й гвардейский авиационный полк истребителей-бомбардировщиков 10. 29-й учебный авиационный полк истребителей-бомбардировщиков 11. 34-й авиационный полк истребителей-бомбардировщиков 12. 35-й авиационный полк истребителей-бомбардировщиков 13. 42-й гвардейский Танненбергский авиационный полк истребителей-бомбардировщиков 14. 43-й Севастопольский Краснознаменный ордена Кутузова авиационный полк истребителей-бомбардировщиков 15. 53-й гвардейский Сталинградский орденов Ленина и А. Невского авиационный полк истребителей-бомбардировщиков 16. 55-й Севастопольский авиационный полк истребителей-бомбардировщиков 17. 58-й Старорусский Краснознаменный авиационный полк истребителей-бомбардировщиков 18. 66-й авиационный полк истребителей-бомбардировщиков 19. 67-й авиационный полк истребителей-бомбардировщиков 20. 69-й авиационный полк истребителей-бомбардировщиков 21. 88-й гвардейский Новороссийско-Краковский ордена Б. Хмельницкого авиационный полк истребителей-бомбардировщиков 22. 116-й гвардейский Радомский Краснознаменный авиационный полк истребителей-бомбардировщиков 23. 129-й авиационный полк истребителей-бомбардировщиков (Талдыкорган, Казахстан) 24. 134-й авиационный полк истребителей-бомбардировщиков (Жангизтобе, Казахстан) 25. 136-й авиационный полк истребителей-бомбардировщиков 26. 149-й гвардейский Краснознаменный авиационный полк истребителей-бомбардировщиков 27. 156-й Эльбингский авиационный полк истребителей-бомбардировщиков 28. 166-й гвардейский авиационный Краснознамённый полк истребителей-бомбардировщиков 29. 168-й гвардейский авиационный Краснознаменный полк истребителей-бомбардировщиков 30. 179-й Ярославский ордена Суворова III степени авиационный полк истребителей-бомбардировщиков 31. 189-й гвардейский Брестский ордена Суворова авиационный полк истребителей-бомбардировщиков 32. 217-й авиационный полк истребителей-бомбардировщиков 33. 224-й авиационный полк истребителей-бомбардировщиков 34. 229-й авиационный полк истребителей-бомбардировщиков 35. 232-й истребительно-бомбардировочный авиационный ордена Суворова полк 36. 236-й ордена Кутузова авиационный полк истребителей-бомбардировщиков 37. 266-й Краснознаменный авиационный полк истребителей-бомбардировщиков имени Монгольской Народной Республики 38. 274-й авиационный полк истребителей-бомбардировщиков 39. 296-й авиационный полк истребителей-бомбардировщиков 40. 300-й авиационный полк истребителей-бомбардировщиков 41. 302-й авиационный полк истребителей-бомбардировщиков 42. 305-й авиационный полк истребителей-бомбардировщиков 43. 306-й авиационный полк истребителей-бомбардировщиков 44. 314-й авиационный полк истребителей-бомбардировщиков 45. 321-й отдельный авиационный полк истребителей-бомбардировщиков 46. 372-й авиационный полк истребителей-бомбардировщиков 47. 497-й авиационный полк истребителей-бомбардировщиков 48. 503-й истребительно-бомбардировочный авиационный ордена Кутузова полк 49. 523-й Оршанский Краснознаменный орденов Суворова, Кутузова и А. Невского авиационный полк истребителей-бомбардировщиков 50. 559-й Мозырский Краснознаменный ордена Б. Хмельницкого авиационный полк истребителей-бомбардировщиков (г. Финстервальде, ГДР) 51. 642-й гвардейский Братиславский Краснознаменный авиационный полк истребителей-бомбардировщиков (Мартыновское, Вознесенск, Николаевская область, Украина) 52. 667-й истребительно-бомбардировочный авиационный полк 53. 669-й гвардейский истребительно-бомбардировочный авиационный Волковыскский Краснознамённый полк 54. 686-й истребительно-бомбардировочный авиационный Севастопольский полк 55. 707-й инструкторский авиационный полк истребителей-бомбардировщиков 56. 722-й авиационный полк истребителей-бомбардировщиков (Смуравьево, Гдов) 57. 730-й авиационный полк истребителей-бомбардировщиков (г. Нейруппин, ГДР) 58. 735-й авиационный полк истребителей-бомбардировщиков 59. 756-й гвардейский Севастопольский ордена Ленина Краснознаменный авиационный полк истребителей-бомбардировщиков 60. 760-й инструкторско-исследовательский авиационный полк истребителей-бомбардировщиков 61. 806-й авиационный ордена Суворова полк истребителей-бомбардировщиков 62. 807-й истребительно-бомбардировочный авиационный Севастопольский полк 63. 841-й гвардейский Виленский Краснознаменный авиационный полк истребителей-бомбардировщиков 64. 899-й Оршанский Краснознаменный ордена Суворова авиационный полк истребителей-бомбардировщиков имени Дзержинского 65. 905-й авиационный полк истребителей-бомбардировщиков 66. 911-й авиационный полк истребителей-бомбардировщиков 67. 940-й авиационный полк истребителей-бомбардировщиков 68. 944-й истребительно-бомбардировочный авиационный полк 69. 947-й Севастопольский авиационный полк истребителей-бомбардировщиков 70. 953-й Витебский орденов Суворова и Кутузова авиационный полк истребителей-бомбардировщиков 71. 963-й инструкторский учебный Краснознаменный авиационный полк истребителей-бомбардировщиков 72. 965-й авиационный полк истребителей-бомбардировщиков 73. 976-й Инстербургский орденов Суворова и Кутузова авиационный полк истребителей-бомбардировщиков |

## Структура полков истребительно-бомбардировочной авиации
Как правило, типовой авиационный полк ИБА СССР состоял из управления полка (штаба), трёх авиационных эскадрилий и технико-эксплуатационной части.

## Участие истребительно-бомбардировочной авиации войнах и локальных конфликтах

### Применение ИБА в Афганистане
Вся авиация в Афганистане входила в состав 34-го смешанного авиационного корпуса (34 САК), на базе которого были сформированы ВВС 40 А.
ИБА была представлена полками истребительно-бомбардировочной авиации:
- 134-й авиационный полк истребителей-бомбардировщиков МиГ-27 (Шинданд). Командир полка — подполковник Маркелов Виктор Васильевич. Прибыл в Афганистан 29 октября 1988 года. Убыл 4 февраля 1989 года.
- 136-й авиационный полк истребителей-бомбардировщиков Су-17М3 (Кандагар — Шинданд). Командир полка — полковник Сикорский Виктор Фёдорович. Прибыл в Афганистан ? января 1980 года. Убыл ? года. Командир полка — полковник Сикорский Виктор Фёдорович. Прибыл в Афганистан 7 марта 1982 года. Убыл 11 мая 1983 года. Командир полка — полковник Истомин Валерий Алексеевич. Прибыл в Афганистан 18 ноября 1986 года. Убыл 17 ноября 1987 года.
- 156-й авиационный полк истребителей-бомбардировщиков Су-17М3 (Мары-2 ТуркВО — Кандагар — Шинданд)
- 166-й гвардейский авиационный Краснознамённый полк истребителей-бомбардировщиков Су-17М3 (Кандагар — Шинданд). Командир полка — Гвардии полковник Походин Анатолий Григорьевич. Прибыл в Афганистан 18 сентября 1985 года. Убыл 28 ноября 1986 года
- 168-й отдельный гвардейский Краснознаменный ордена Александра Невского авиационный полк истребителей-бомбардировщиков Су-17М3 (Ханабад ТуркВО). Командир полка — Гвардии полковник Ильичёв ? Прибыл в Афганистан 10 октября 1984 года. Убыл 28 сентября 1985 года. Командир полка — полковник Алексеев Владимир ? Прибыл в Афганистан 14 августа 1987 года. Убыл 2 сентября 1988 года
- 217-й авиационный полк истребителей-бомбардировщиков Су-17М (Кызыл-Арват ТуркВО — Шинданд). Командир полка — полковник Горбенко Валерий Михайлович. Прибыл в Афганистан 31 декабря 1979 года. Убыл ? июня 1980 года. (Выпускник Ейского ВВАУЛ-68)(впоследствии генерал-лейтенант авиации и Герой России), прибыл в Афганистан ? марта 1981 года. Убыл ? июня 1981 года. (
- 274-й авиационный полк истребителей-бомбардировщиков Су-17М4 (Баграм — Шинданд). Ноябрь 1987 года — Убыл 3 ноября 1988 года.

ПотериВсего за время боевых действий в РА было потеряно — 32 самолёта Су-17 за исключением получивших повреждения, но позже полностью восстановленных.